# Circondario della Börde
Il circondario della Börde (in tedesco Landkreis Börde) è uno dei circondari della Sassonia-Anhalt, in Germania. Centro maggiore è Haldensleben.

## Storia
È stato creato il 1º luglio 2007 dall'unione dei circondari di Bördekreis e Ohrekreis.

## Geografia antropica
(Abitanti il 31 dicembre 2022)
| Comuni (Einheitsgemeinden) 1. Barleben (9 238) 2. Haldensleben, Città (19 267) 3. Hohe Börde (18 805) 4. Niedere Börde (6 979) 5. Oebisfelde-Weferlingen, Città (13 566) 6. Oschersleben, Città (19 704) 7. Sülzetal (8 917) 8. Wanzleben-Börde, Città (13 813) 9. Wolmirstedt, Città (11 602) |

### Comunità amministrative
- Verbandsgemeinde Elbe-Heide, con i comuni:
  - Angern (1 967)
  - Burgstall (1 516)
  - Colbitz (3 260)
  - Loitsche-Heinrichsberg (969)
  - Rogätz (2 181)
  - Westheide (1 718)
  - Zielitz (1 858)
- Verbandsgemeinde Flechtingen, con i comuni:
  - Altenhausen (1 055)
  - Beendorf (837)
  - Bülstringen (890)
  - Calvörde (3 392)
  - Erxleben (2 788)
  - Flechtingen (2 825)
  - Ingersleben (1 333)
- Verbandsgemeinde Obere Aller, con i comuni:
  - Eilsleben (3 677)
  - Harbke (1 823)
  - Hötensleben (3 564)
  - Sommersdorf (1 333)
  - Ummendorf (950)
  - Völpke (1 229)
  - Wefensleben (1 681)
- Verbandsgemeinde Westliche Börde, con i comuni:
  - Am Großen Bruch (2 029)
  - Ausleben (1 657)
  - Gröningen (città) (3 573)
  - Kroppenstedt (città) (1 397)